# Axinandra zeylanica
Axinandra zeylanica là một loài thực vật thuộc họ Crypteroniaceae. Đây là loài đặc hữu của Sri Lanka.